# Kujula Kadphises
Kujula Kadphises (en llengua kuixan: Κοζουλου Καδφιζου, també Κοζολα Καδαφες; en kharosthi: Kujula Kasasa; en xinés:丘就卻; va regnar entre els anys 30-80) va ser un príncep kuixan que unificarà la confederació de la tribu dels Yüeh-chi i es va convertir en el primer emperador de l'Imperi Kuixan. D'acord amb la inscripció de Rabatak, va ser el besavi del gran rei kuixan Kanishka I.

## Història
Els orígens de Kujula Kadphises són força obscurs, i per regla general es considera que era un descendent del primer governant kuixan Heraios. És interessant tanmateix, assenyalar que Kujula va compartir el seu nom amb alguns dels últims reis indo.escites, com Liaka Kusulaka (grec: Λιακα Κοζουλο), o el seu fill Patika Kusulaka, que podria suggerir alguna connexió familiar.

### Cròniques xinesas
Sobre Kujula Kadphises es descriu en la crònica històrica xinesa del Llibre del Han Tardà:
| « | Més de cent anys més tard, el príncep [Yüeh-chi] de Guishuang, anomenat Qiujiuque [Kujula Kadphises], va atacar i va exterminar a les altres quatre Yüeh-chi. Es va establir com a rei, i la seva dinastia va ser nomenada el del rei guishuang [kuixan]. Va envair Anxi [indo-Pàrtia], i va prendre la regió Gaofu [Kabul]. També va derrotar la totalitat dels regnes de la Puda [Paktiya] i Jibin [Kapisha i Gandhara]. Qiujiuque [Kujula Kadphises] tenia més de vuitanta anys quan va morir. | » |

Al procés de la seva expansió cap a l'est, Kujula Kadphises i el seu fill Vima Takto semblen haver desplaçat la Indo-Part Unit, establerta al nord-oest de l'Índia pel part Gondophares I des de al voltant del any 20:
| « | El seu fill, Yangaozhen [probablement Vima Takto, o possiblement, el seu germà Sadaṣkaṇa], va regnar en el seu lloc. Va derrotar Tianzhu [nord-oest de l'Índia] i als generals instal·lats per supervisar i conduir-la. Yuezhi a continuació, es va tornar extremament ric. Tots els regnes nomenaven [regne kuixan], però els Han els cridaven pel seu nom original, Da yuezhi. | » |

Aquesta invasió de Kujula Kadphises es creu que va succeir durant el regnat d'Abdagases I i Sases, els successors de Gondophares, després de l'any 45.

### Genealogia segons la inscripció Rabatak
La connexió de Kujula amb altres governants kuixans es descriu a la inscripció de Rabatak, descoberta a Rbatak, Afganistan fa alguns anys, que va ser escrita per Kanishka. Kanishka va realitzar la llista dels reis que van governar fins al seu temps: Kujula Kadphises com el seu besavi, Vima Taktu com el seu avi, Vima Kadphises com el seu pare, i ell pròpiament Kanishka: 
| « | I ell [Kanishka] va donar ordres per fer les seves imatges, (és a dir) d'aquests déus que estan escrits en aquest document, i va donar ordres perquè (ells) [aquests reis]; perquè el rei Kujula Kadphises (el seu) besavi, i per al rei Vima Takto (el seu) avi, i per al rei Vima Kadphises (el seu) pare, i per a si mateix, el rei Kanishka. | » |

## Monedes
La majoria de les monedes de Kujula Kadphises són d'inspiració hel·lènica, amb el retrat, nom i títol del rei indogrec Hermeo a l'anvers. Ja que tant els kuixans com els yuezhi ja han utilitzat la llengua grega en les inscripcions de les monedes, l'adopció d'Hermeo no pot haver estat accidental. Possiblement expressa una pretesa filiació de Kujula, o simplement, el desig de mostrar-se com a hereu de la tradició i prestigi dels indogrecs, per complaure els seus súbdits grecs. Al revers porten el nom de Kujula Kadphises amb representacions d'Hèracles. Té per títol a Kujula com a governant (no com a rei) i seguidor del Dharma. Monedes més tardanes, possiblement pòstumes, el titulen com ara maharajà o "Gran Rei". Les inscripcions gregues de les monedes estan barbaritzades o deformades amb lletres incorrectes.
Unes poques monedes adopten l'estil romà, amb una efígie que recorda a Cèsar August, però amb text que es refereix a Kujula Kadphises. Aquesta influència es relaciona amb intercanvis comercials amb l'Imperi Romà.
| Precedit per: Heraios | sobirà kuixana | Succeït per: Vima Takto |